# Anaspis nigripes
Anaspis nigripes là một loài bọ cánh cứng trong họ Scraptiidae. Loài này được Brisout de Barneville miêu tả khoa học năm 1866.